# Verme dell'Indo
Il verme dell'Indo, conosciuto anche con il nome di skōlex (in greco, σκώληξ), è un leggendario verme carnivoro gigante che si credeva abitasse il fiume Indo, descritto nelle opere di alcuni scrittori dell'antica Grecia.

## Etimologia
Nel XIX secolo l'indologo tedesco Gustav Solomon Oppert ipotizzo come il termine skōlex potesse essere derivato da un vocabolo in lingua indiana dal suono simile, che era convinto essere il termine sanscrito culukī, col significato di pesce o focena. Secondo Oppert, la parola potrebbe essere stata, per estensione, utilizzata per indicare il coccodrillo. In un suo articolo del 1998, lo studioso Erik Seldeslachts ha suggerito un parallelo con la parola sanscrita kṛmiḥ, che oltre a significare "verme" è anche il nome di un nāgarāja.

## Descrizione
Ctesia di Cnido nella sua Indica descriveva lo skōlex come l'unica creatura che viveva all'interno dell'Indo.  Assomigliava ai vermi che si trovano nei fichi, ma era in media lungo 7 cubiti (poco più di 3 metri). Possedeva due grandi denti quadrati, uno sulla mascella superiore e uno su quella inferiore, che misuravano un pigone (quasi 40 centimetri) ciascuno.  Di giorno scavava nel fondale fangoso del fiume, mentre di notte divorava prede come cavalli, mucche, asini e cammelli. Filostrato, riferendosi alla creatura, la descrive come simile a un verme bianco. 
Si credeva che il verme venisse cacciato con l'esca e che da esso si estraesse un olio infiammabile e volatile. Tale sostanza era impiegata a scopo bellico dai re indiani, i cui eserciti incendiavano le città scagliando su di esse con i vasi sigillati colmi di olio come se fossero granate. Il cosiddetto "olio di skōlex" potrebbe essere stato costituito petrolio o nafta e non derivare affatto da un animale.  Tuttavia, supponendo che con il termine skōlex ci si riferisse a qualche specie di coccodrillo, sarebbe stato possibile estrarre olio da questo rettile. È noto infatti come gli oli di pesce o l'olio di delfino del Gange siano stati impiegati in passato in India, sebbene non a scopo incendiario. 
La leggenda del verme dell'Indo potrebbe infine avere dato origine a un'altra creatura leggendaria, l'odontotiranno, che si dice abbia attaccato le truppe di Alessandro Magno mentre queste guadavano il Gange.